# Juan Claros de Guzmán, IX conte di Niebla
Juan Claros de Guzmán (Siviglia, 12 agosto 1519 – Sanlúcar de Barrameda, 24 gennaio 1556) è stato un nobile spagnolo, IX conte di Niebla.

## Biografia
Figlio di Juan Alonso Pérez de Guzmán, VI duca di Medina Sidonia e di Ana de Aragón y Gurrea (figlia dell'arcivescovo di Saragozza Alfonso d'Aragona e nipote di Ferdinando II d'Aragona).
Juan Claros non divenne mai duca di Medina Sidonia dnè signore di Sanlúcar, in quanto morì prima di suo padre.

## Matrimonio e descendenza
Si sposò il 25 ottobre 1542 con Leonor Manrique de Sotomayor, figlia di Alonso Francisco de Zúñiga y Sotomayor, IV conte di Belalcázar e di Teresa de Zúñiga y Manrique de Lara, III duchessa di Béjar.
Dalla loro unione nacquero due figli:
- Alonso Pérez de Guzmán y Sotomayor, VII duca di Medina Sidonia.
- María Andrea Coronel de Guzmán, sposata poi con suo cugino, Francisco Diego López de Zúñiga y Mendoza, VI duca di Béjar.[1]